# 樫尾直樹
樫尾 直樹（かしお なおき、1963年4月1日 - ）は、日本の社会学者。慶應義塾大学文学部准教授。ラーメン二郎と縁が深いことで知られる。

## 人物・経歴
富山県出身。1986年慶應義塾大学経済学部卒業。1995年東京大学大学院人文科学研究科宗教学・宗教史学専攻博士課程修了。早稲田大学人間科学部助手・東京外国語大学外国語学部助手などを経て、現在慶應義塾大学文学部准教授。専門は宗教学。新宗教運動の人類学的調査研究を行い、日本、韓国、フランスをフィールドワークの対象としている。坐禅と道教瞑想を日課とし、身体実践を通じた比較瞑想論と宗教間対話論を提唱。瞑想行の一般理論構築を目指している。
好きなものはラーメン二郎。
なお、ラーメン二郎三田本店との関係が深いことから、同店で提供される鍋二郎を食べられる慶應義塾大学の４団体（慶應義塾体育会本部、慶應義塾体育会相撲部、慶應義塾大学應援指導部、樫尾直樹研究会）のうちの一つであり、同氏の研究会においては年に数回鍋二郎を食べることができる。
なお、娘が2019年８月から2022年３月まで、本店で従業員として働いていた。
2022年5月30日現在、KMC (Keio Meditation Center　慶応瞑想研究所・マインドフルネスセンター)の主宰者・インストラクターを務め、マインドフルネスストレス低減法などのワークショップを開催している。

## 著書・研究業績
- 『スピリチュアリティ革命ーー現代霊性文化と開かれた宗教の可能性』（春秋社、2010年）
- 『スピリチュアル・ライフのすすめ』（文春新書、2010年）
- 『慶応大学マインドフルネス教室へようこそ!』（国書刊行会、2016年）
- 『図解ポケット マインドフルネスがよくわかる本』（秀和システム、2019年）

### 共著
- （伊藤雅之・弓山達也）『スピリチュアリティの社会学―現代世界の宗教性の探求』（世界思想社、2004年）
- （本山一博・稲盛和夫・影山教俊・神尾学・小林正弥・佐久間秀範・津城寛文・村上和雄・本山博）『人間に魂はあるか？：本山博の学問と実践』（国書刊行会、2013年）

### 編著
- 『スピリチュアリティを生きる―新しい絆を求めて』（せりか書房、2002年）
- 『アジアのスピリチュアリティ (アジア遊学)』（勉誠出版、2006年）
- 『文化と霊性』（慶應義塾大学出版会、2012年）

### 研究実践・運営機関
KMC (Keio Meditation Center　慶応瞑想研究所・マインドフルネスセンター)